# Kinesisk floddelfin
Kinesisk floddelfin, også kaldet Yangtze floddelfin eller Baiji er en delfinart, med levested i Yangtzefloden i Kina. Dens officielle status er kritisk truet, men efter en månedlang ekspedition i 2006 betragtes den som uddød, da man ikke fandt de mindste spor af delfinen. Hvis det bekræftes at den er uddød, vil det være det første tilfælde af en udryddelse af et større pattedyr siden 1950erne, hvor den karibiske munkesæl og den japanske søløve blev udryddet.
Den sidste kinesiske floddelfin i fangenskab, hannen Qi Qi, døde i 2002 i det hydrobiologiske institut i Wuhan hvor den havde været siden den blev fanget i 1980.

## Anatomi og morfologi
Voksne kinesiske floddelfiner blev omkring 2.3 meter lange, hunner omkring 2.5 meter og vægten var mellem 135 og 230 kilogram. De er kendetegnet ved at have en veludviklet melon og et meget langt og smalt næb med mange tænder, velegnet til at fange fisk. Øjnene er næsten helt reducerede og ikke funktionelle. I stedet orienterer delfinen sig ved hjælp af ekkolokalisering.
Rygfinnen er aflang, trekantet og ikke særligt høj, hvilket er typisk for arter der lever i floder eller andre lavvandede områder.

## Udbredelse
Historisk har den Kinesiske floddelfin været udbredt over en 1,700 km lang strækning af mellemste og nedre Yangtze, fra Yichang i vest til udmundingen nær Shanghai. Siden 1950erne er dens levested blevet reduceret med mange hundrede km i begge ender og var til slut begrænset til strækningen mellem de to store søer Dongting og Poyang.

### Årsager til uddøen
World Conservation Union (IUCN) har opgjort følgende trusler mod arten: En periode med jagt under kulturrevolutionen, bifangst i fiskeriredskaber, illegalt elektrofiskeri, kollisioner med skibe, ødelæggelse af levesteder og forurening.
Byggeriet af De Tre Slugters Dæmning betød yderligere tab af levesteder og øget skibstrafik.

### Tidslinje
- 1950erne: Bestanden skønnet til ca. 6.000 dyr
- 1958-1962: Kulturrevolutionen betyder at delfinens traditionelle status som helligt dyr ophæves.
- 1970: Gezhouba dæmningen påbegyndes
- 1979: Kina erklærer floddelfinen truet
- 1983: Jagt forbydes
- 1984: Folddelfinens kritiske status bliver almindeligt kendt i Kina[4]
- 1986: Bestanden skønnes til 300 dyr
- 1989: Gezhouba dæmningen færdigbygget
- 1990: Bestanden skønnes til 200 dyr
- 1994: Byggeriet af De Tre Slugters Dæmning begynder
- 1996: IUCN kategoriserer arten som Kritisk truet
- 1997: Bestanden skønnet til at være under 50. En optælling finder 13 dyr.
- 1998: 7 dyr set ved optælling
- 2003: De Tre Slugters Dæmning begynder at fylde resevoiret
- 2004: Sidste bekræftede observation
- 2006: Omfattende optælling finder ingen dyr
- 2007: Resultaterne af optællingen offentliggjort og arten erklæret funktionelt uddød[5]